# Ragnar Kreuger
Erik Johan Ragnar Kreuger, född 4 augusti 1897 i Viborgs landskommun, död 27 oktober 1997 i Helsingfors, var en finländsk ingenjör och industriman.  
Kreuger var verkställande direktör för Allmänna ingeniörbyrån Ab (förvärvat 1961 av  Pellonraivaus Oy, numera YIT-koncernen) 1925–1954 och därefter företagets styrelseordförande fram till 1979. Han började redan på 1910-talet samla fågelägg och köpte inhemska och utländska privata samlingar. Samlingen bestod av ägg från olika håll i världen bland annat Argentina, Venezuela, Tibet, Salomonöarna, Gambia och Guldkusten. Han donerade 1962 sin samling av fågelägg (näst största samlingen i världen; omfattar 70 000 fågelägg som representerar över 5 500 arter) till Helsingfors universitet, som inrättat ett oologiskt museum i Zoologiska museets lokaliteter i Munksnäs, vilket inte är öppet för allmänheten. Han skapade på 1940- och 1950-talen ett naturreservat på Hättö i Ingå skärgård. 1978 utgav han släktboken Släkten Kreuger. Han tilldelades industriråds titel 1952 och blev filosofie hedersdoktor 1973.